# Human Racing
Human Racing – debiutancki album Nika Kershawa z roku 1984.
Największymi przebojami z albumu okazały się single „I Won't Let the Sun Go Down on Me” oraz „Wouldn’t It Be Good”. Pierwszy z nich pierwotnie wydano w roku 1983. Zajął on 47. miejsca w brytyjskim notowaniu UK Singles Charts. Największą popularność zdobył wtedy w Holandii. Już drugi singiel – „Wouldn't It Be Good” – zdobył 4. miejsce w Wielkiej Brytanii i stał się popularny nie tylko w Europie, a także m.in. USA, Kanadzie, Australii, RPA. W czerwcu 1984 wydano reedycję singla „I Won't Let the Sun Go Down on Me”, który uplasował się na 2. miejscu brytyjskiego notowania i stał się największym przebojem również w Kanadzie. Jeszcze w tym samym roku ukazał się drugi album The Riddle, który odniósł podobny sukces.

## Lista utworów
1. „Dancing Girls”  – 3:46
2. „Wouldn’t It Be Good”  – 4:32
3. „Drum Talk”  – 3:10
4. „Bogart”  – 4:38
5. „Gone to Pieces”  – 3:11
6. „Shame on You”  – 3:33
7. „Cloak and Dagger” – 4:55
8. „Faces” – 4:05
9. „I Won't Let the Sun Go Down on Me”  – 3:23
10. „Human Racing”  – 4:26